# Synaphosus soyunovi
Synaphosus soyunovi är en spindelart som beskrevs av Ovtsharenko, Levy och Norman I. Platnick 1994. Synaphosus soyunovi ingår i släktet Synaphosus och familjen plattbuksspindlar.
Artens utbredningsområde är Turkmenistan. Inga underarter finns listade i Catalogue of Life.